# Jean Baptiste Buffault
Jean Baptiste Buffault est un marchand mercier, puis fondateur de la manufacture de Javel, trésorier général de la ville de Paris, échevin de Paris, chevalier de l’ordre de Saint-Michel.

## Biographie
Tandis que ses cousins s'étaient cantonnés dans le commerce des vins, Jean Baptiste fit d'abord de la mercerie, pendant que sa femme tenait un magasin de modes, Aux traits galants, où travailla comme apprentie Madame du Barry.
Le 23 octobre 1760, suivant la trace de ses cousins, Jean Baptiste entre à l'Hôtel-de-Ville comme conseiller du Roi, en remplacement de Michel Ruelle.
En 1769, il devient le fournisseur de l'ancienne apprentie de sa femme, Madame du Barry. Il livra à Madame du Barry, de septembre 1769 à juin 1771, pour 3 896 livres de soieries et d'étoffes.
Il fut nommé trésorier de la ville de Paris en 1775, en 1782 chevalier de Saint-Michel, puis en 1787 échevin.
Une rue du 9e arrondissement de Paris porte son nom depuis 1782,.